# Campeonato Mundial de Patinaje Artístico sobre Hielo de 1928
El XXVI Campeonato Mundial de Patinaje Artístico se realizó en Berlín (concurso masculino) entre el 25 y el 26 de febrero y en Londres (concurso femenino y por parejas) entre el 5 y el 6 de marzo de 1928 bajo la organización de la Unión Internacional de Patinaje sobre Hielo (ISU), la Federación Alemana de Patinaje sobre Hielo y la Federación Británica de Patinaje sobre Hielo. 

## Resultados

### Masculino
| Puesto | Nombre       | País     | Puntos |
| ------ | ------------ | -------- | ------ |
| Oro    | Willy Böckl  | Austria  | 5,5    |
| Plata  | Karl Schäfer | Alemania | 11,5   |
| Bronce | Hugo Distler | Austria  | 22     |

### Femenino
| Puesto | Nombre         | País           | Puntos |
| ------ | -------------- | -------------- | ------ |
| Oro    | Sonja Henie    | Noruega        | 6      |
| Plata  | Maribel Vinson | Estados Unidos | 13     |
| Bronce | Fritzi Burger  | Austria        | 15     |

### Parejas
| Puesto | Nombre                         | País    | Puntos |
| ------ | ------------------------------ | ------- | ------ |
| Oro    | Andrée Joly / Pierre Brunet    | Francia | 7      |
| Plata  | Lily Scholz / Otto Kaiser      | Austria | 8      |
| Bronce | Melitta Brunner / Ludwig Wrede | Austria | 18     |

## Medallero
| Núm. | País           | Oro | Plata | Bronce | Total |
| ---- | -------------- | --- | ----- | ------ | ----- |
| 1    | Austria        | 1   | 1     | 3      | 5     |
| 2    | Francia        | 1   | 0     | 0      | 1     |
| 2    | Noruega        | 1   | 0     | 0      | 1     |
| 4    | Alemania       | 0   | 1     | 0      | 1     |
| 4    | Estados Unidos | 0   | 1     | 0      | 1     |
|      | TOTAL          | 3   | 3     | 3      | 9     |

| Predecesor: Suiza - Noruega - Alemania 1927 | Campeonato Mundial de Patinaje Artístico sobre Hielo 1928 | Sucesor: Reino Unido - Hungría 1929 |

- Datos: Q24152